# ملكة الساحل الأسود
ملكة الساحل الأسود (بالإنجليزية: Queen of the Black Coast)‏ هي إحدى القصص القصيرة الأصلية حول كونان البربري بقلم الكاتب الأمريكي روبرت هوارد ونشرت لأول مرة في مجلة حكايات غريبة حوالي مايو 1934. وتقع في العصر الهايبوري شبه التاريخي وفيها يصبح كونان قرصانا سيئة السمعة وينهب القرى الساحلية في كوش مع بيليت، وهي امرأة جميلة وجسورة.
اعتبرت القصة كلاسيكية بين حكايات كونان، بسبب نطاقها الملحمي ورومانسيتها غير الاعتيادية، وكثيرا ما استشهد بها باحثو هوارد باعتبارها إحدى أشهر حكاياته.
تلقى هوارد 115 دولار من بيع هذه القصة لمجلة حكايات غريبة  وهي الآن في نطاق الملكية العامة.